# Bryodema nigrofrascia
Bryodema nigrofrascia är en insektsart som beskrevs av Zhang, D.-c., Wenqiang Wang och X.-c. Yin 2006. Bryodema nigrofrascia ingår i släktet Bryodema och familjen gräshoppor. Inga underarter finns listade i Catalogue of Life.